# Ресурси і запаси ртуті
Ресурси і запаси ртуті (рос. ресурсы и запасы ртути, англ. mercury resources and reserves; нім. Ressourcen f pl und Vorräte m pl an Quecksilber) – 

## Загальна характеристика
Світові виявлені ресурси ртуті відомі більш ніж в 40 країнах, в 32 з них оцінені кількісно і становлять за різними даними 600–692 тис.т (без прогнозних ресурсів). Основна їх частина зосереджена в Іспанії, Італії, Китаї, Україні, Киргизії, Росії, Словенії.
Запаси ртуті у світі і в окремих країнах за американськими оцінками наведені у таблиці. 
Табл. Світові запаси (Reserves) і резервна база (Reserve base) 
ртуті станом на 2004 р. (т) *
| Країни      | Запаси | Резервна база |
| Алжир       | 2000   | 3000          |
| Італія      | -      | 69000         |
| Киргизстан  | 7500   | 13000         |
| Іспанія     | 76000  | 90000         |
| США         | -      | 7000          |
| Інші країни | 38000  | 61000         |
| У світі     | 120000 | 240000        |

- US Geological Survey Mineral Commodity Summaries. January 2004

Загальні запаси ртуті в 12 країнах світу на 01.01.1998 р. становили 134 тис. т. Основна їх частина зосереджена в Іспанії – 57%; частка Алжиру – 15%, Китаю – 13%, Киргизії – 6%, інших восьми країн – 9%, у т. ч. України – 1,9%. 
Частка родовищ кварцово-дикітового геолого-промислового типу (Іспанія, район рудного поля Альмаден і Україна – Микитівка на Донбасі) в світових загальних запасах ртуті становить 59%, карбонатно-поліаргілітового (Алжир, родовища Фендек, Мра-С’Ма та ін.) – 18%, карбонатного (Китай, провінції Гуйджоу і Хунань, Ваньшаньська група родовищ) – 13%, джаспероїдного (Хайдаркан в Киргизстані і Джижикрут в Таджикистані) – 7%, лиственітового (Киргизстан, Чонкой) – 1%; до 2% загальних світових запасів ртуті припадає на комплексні поліметалічні, мідні, золоторудні і ін. родовища.

## Регіони і країни
Найбільше у світі родовище ртуті Альмаден (Іспанія) розташоване в провінції Сьюдад-Реаль, за декілька кілометрів на захід від м. Альмаден. Родовище належить до телетермального генетичного класу, до кварцово-дикітового промислового типу. Його безперервна експлуатація ведеться вже понад 2000 років; оцінки сумарного видобутку за цей період коливаються від 250 до 500 тис. т ртуті. Зруденіння приурочене до трьох крутоспадних пластів кварцито-пісковиків і пісковиків ордовика нижнього силуру, розділених прошарками вуглистих сланців, загальною потужністю до 40–60 м. Середній вміст ртуті в рудах Альмадену з 1900 по 1932 рр., становив 5,5%; сьогодні в запасах родовища він не перевищує 1%. Загальні запаси родовища з урахуванням видобутого металу оцінюються в 0,5 – 1,0 млн т ртуті. 
Родовища Ваньшаньської групи (Китай) належать до телетермального генетичного класу, до карбонатного геолого-промислового типу, доломітового підтипу. У групу входить декілька сотень родовищ і рудопроявів; масштаб їх запасів з урахуванням видобутку протягом декількох тисячоліть вельми значний (12–20 млн т руди). За запасами ртуті Ваньшаньська група порівняна з такими найбільшими ртутоносними об’єктами, як Ідрія в Словенії і група Монте-Аміата в Італії. Крім кіноварі, в рудах зустрічаються сульфіди арсену, сурми, свинцю, цинку і ін. Характерна особливість ртутних родовищ Ваньшаньської групи – асоціація зруденіння з бітумами, які приурочені до зон доломітових брекчій, де їх вміст досягає 3-5%.
Родовища Північно-Нумідійської ртутоносної зони в Алжирі: Геніша, Ісмаїл, Фендек, Мра-С'Ма та ін. належать до вулканогенного класу і до карбонатно-поліаргілітового геолого-промислового типу. Руди локалізуються в карбонатній товщі мезозойського віку, зім’ятій в складні складки і перетнутій численними тектонічними порушеннями, що грають роль рудопідвідних і рудоконтролюючих структур. Основне промислове значення мають міжформаційні рудні поклади, локалізовані в склепіннях брахіантикліналей або в місцях перегину крил складок, звичайно під шарами глинистих сланців або тектонічної глинки, що відіграють роль екранів. В рудах, крім кіноварі, присутній метациннабарит. Найбагатше родовище – Мра-С’Ма, де середній вміст ртуті вимірюється десятками процентів. Всі родовища просторово пов’язані з термальними джерелами.

## В Україні
Основні запаси ртуті в Україні сконцентровані в Донецькій ртутній провінції і частково (бл. 1%) – у Вишківському рудному полі Закарпаття. Є рудопрояви у Криму (Гірський Крим та Керченський півострів). Державним балансом запасів к.к. України враховується 11 родовищ ртуті. Сумарні запаси балансових руд за станом на 01.01.1998 р. складають бл. 19200 тис. т, ртуті – понад 24000 т. 
У світі нараховується бл. 2000 ртутних родовищ і перспективних рудопроявів, з них розроблялося бл. 1000, але при цьому майже 90% загальних запасів зосереджено в п’яти-шести найбільших об’єктах. Забезпеченість загальними запасами ртуті максимального рівня її виробництва, досягнутого в 1995–1997 рр., з урахуванням 5%-них втрат при металургійному переділі складає в цілому 37 років, забезпеченість головних країн-виробників: Іспанії – 48 років, Алжиру – 53 років, Китаю – 21 рік і Киргизії – 12 років.